# Залесная (Орловская область)
Зале́сная — деревня в Корсаковском районе Орловской области России. Входит в состав Марьинского сельского поселения.

## География
Деревня находится на расстоянии 15 км к юго-западу от села Корсаково, административного центра района, и 100 км к северо-востоку от города Орёл, административного центра области.

### Часовой пояс
Деревня Залесная, как и вся Орловская область, находится в часовой зоне МСК (московское время). Смещение применяемого времени относительно UTC составляет +3:00.

## История
В 1961 году указом Президиума Верховного Совета РСФСР деревне Погибелка присвоено наименование Залесная.

## Население
| 2010 |
| ---- |
| 0    |